# Droga wojewódzka 657
Die Droga wojewódzka 657 (DW 657) ist eine acht Kilometer lange Droga wojewódzka (Woiwodschaftsstraße) in der polnischen Woiwodschaft Kujawien-Pommern, die Złotoria mit Lubicz Górny verbindet. Die Strecke liegt im Powiat Toruński.

## Streckenverlauf
Woiwodschaft Kujawien-Pommern, Powiat Toruński
-  Złotoria (Schillno) (DW 654)
- Nowa Wieś (Neudorf bei Gollub)
-  Lubicz Górny (DK 10)